# 9 avril en sport
9 mars 9 mai
Chronologies thématiques
- Croisades
- Ferroviaires
- Disney

Le 9 avril (99e jour de l'année ou 100e en cas d'année bissextile) en sport.

## Événements

### XIXesiècle
- 1880 :
  - (Golf) : Robert Ferguson remporte l'Open britannique à Musselburgh Links[1].
- 1881 :
  - (Football) :
    - finale de la 10e FA Challenge Cup (63 inscrits). Old Carthusians bat Old Etonians 3-0 devant 3 000 spectateurs au Kennington Oval (Londres).
    - à Glasgow (Kinning Park), finale de la 8e édition de la Coupe d'Écosse. Queen's Park FC s'impose face à Dumbarton FC 3-1 devant 12 000 spectateurs.
- 1898 :
  - (Football) : Sheffield United (17 victoires, 8 nuls et 5 défaites) est sacré champion d’Angleterre de football.
- 1899 :
  - (Football) : finale de la 3e édition de la Coupe Manier : le Club français bat le R.C. Roubaix 3-0.

### XXesièclede1901à1950
- 1903 :
  - (Football) : à Sheffield, l'Écosse bat l'Angleterre 2-1. À la suite de ce résultat, c'est l'Irlande qui remporte (à égalité) pour la première fois le championnat britannique.
- 1905 :
  - (Football) : Juventus champion d’Italie.

### XXesièclede1951à2000
- 1998 :
  - (Basket-ball) : Bourges remporte l'Euroligue féminine en battant Getafe Madrid en finale, 76-64. Bourges est le premier club français tout sport collectif confondu à conserver un titre européen.
- 1995 :
  - (Formule 1) : au Grand Prix automobile d'Argentine, victoire de Damon Hill sur Williams-Renault.
- 1998 :
  - (Football) : le RC Lens remporte le Championnat de France
- 1999 :
  - (Football) : le Bayern de Munich est champion d'Allemagne.

### XXIesiècle
- 2004 :
  - (Hockey sur glace) :
    - les Gothiques d'Amiens sont champions de France en s'imposant sur Grenoble, 2 victoires à zéro.
    - le Canada champion du monde en s'imposant en finale 5-3.
- 2011 :
  - (Rugby à XV) : l'USAP délocalise son premier match à Barcelone au Stade Olympique Lluis Companys pour le compte du 1/4 de finale de Hcup face au RC Toulon (victoire 29/25 pour Perpignan)

## Naissances

### XIXesiècle
- 1893 :
  - Aimé Cassayet, joueur de rugby français. Médaillé d'argent aux Jeux de Paris 1924. (31 sélections en équipe de France). († 26 mai 1927).
- 1898 :
  - Curly Lambeau, joueur et entraîneur de foot U.S. américain. († 1er juin 1965).

### XXesièclede1901à1950
- 1906 :
  - Ebbie Goodfellow, hockeyeur sur glace puis entraîneur canadien. († 10 septembre 1985).
- 1915 :
  - Bill Clement, joueur de rugby gallois. (6 sélections en équipe nationale). († 11 février 2007).
- 1917 :
  - Ron Burgess, footballeur gallois. (32 sélections en équipe nationale). († 14 février 2005).
- 1921 :
  - Jean-Marie Balestre, journaliste sportif puis dirigeant sportif français. Président de la FFSA de 1972 à 1996, de la FISA de 1978 à 1991 et de la FIA de 1985 à 1993. († 27 mars 2008).
- 1923 :
  - Jacques Collot, pilote de vitesse moto puis spéléologue français. († 19 juillet 2003).
- 1928 :
  - Paul Arizin, basketteur américain. († 12 décembre 2006).
- 1934 :
  - Maria Pisareva, athlète de sauts soviétique puis russe. Médaillée d'argent de la hauteur aux Jeux de Melbourne 1956.
- 1940 :
  - Joachim Reske, athlète de sprint allemand. Médaillée d'argent du relais 4×400 m aux Jeux de Rome 1960. Champion d'Europe d'athlétisme du relais 4×400 m 1962.
- 1946 :
  - Alain de Martigny, footballeur puis entraîneur français. Sélectionneur de l'équipe du Gabon de 1985 à 1987.
- 1948 :
  - Michel Parizeau, hockeyeur sur glace puis entraîneur canadien.

### XXesièclede1951à2000
- 1953 :
  - Yvon Bertin, cycliste sur route français.
- 1957 :
  - Severiano Ballesteros, golfeur espagnol. Vainqueur des Open britannique 1979, 1984 et 1988, des Masters 1980 et 1983. († 7 mai 2011).
  - Philippe Riboud, épéiste français. Champion olympique par équipes et médaillé de bronze en individuel aux Jeux de Moscou 1980, médaillé d'argent par équipes et de bronze en individuel aux Jeux de Los Angeles 1984 puis champion olympique par équipes et médaillé d'argent en individuel aux Jeux de Séoul 1988. Champion du monde d'escrime à l'épée en individuel 1979 et 1986.
- 1962 :
  - Jeff Turner, basketteur américain. Champion olympique aux Jeux de Los Angeles. (17 sélections en équipe nationale).
- 1964 :
  - Rick Tocchet, hockeyeur sur glace puis entraîneur canadien.
- 1965 :
  - Helen Alfredsson, golfeuse suédoise. Victorieuse du Kraft Nabisco 1993.
  - Paolo Canè, joueur de tennis italien.
  - Christian Jeanpierre, journaliste sportif français.
- 1968 :
  - Marie-Claire Restoux, judokate française. Championne olympique des -52 kg aux Jeux d'Atlanta 1996. Championne du monde de judo des -52 kg 1995 et 1997.
- 1971 :
  - Enrique Reneau, footballeur hondurien. († 23 août 2015).
  - Jacques Villeneuve, pilote de F1 puis consultant TV canadien. Champion du monde de Formule 1 1997. (11 victoires en Grand Prix). Vainqueur des 500 miles d'Indianapolis 1995.
- 1972 :
  - Kasper Hjulmand, footballeur puis entraîneur danois.
  - Željko Rebrača, basketteur yougoslave puis serbe. Médaillé d'argent aux Jeux d'Atlanta 1996. Champion du monde de basket-ball masculin 1998. Champion d'Europe de basket-ball 1995 et 1997. Vainqueur de l'Euroligue 1992 et 2000.
- 1973 :
  - Sergueï Konovalov, biathlète russe.
  - Olivier Viviès, basketteur français.
- 1974 :
  - David Casteu, pilote de rallye-raid français.
- 1975 :
  - Jean-Marc Souverbie, joueur de rugby français. (1 sélection en équipe de France).
- 1977 :
  - Wilfried Nancy, footballeur puis entraîneur franco-canadien.
- 1978 :
  - Jorge Andrade, footballeur portugais. (50 sélections en équipe nationale).
  - Naman Keïta, athlète français. Médaillé de bronze du 400 m haies aux Jeux d'Athènes 2004. Champion du monde d'athlétisme du relais 4×400 m 2003. Médaillé de bronze du relais 4×400 m aux Championnats d'Europe d'athlétisme 2002 et champion d'Europe d'athlétisme du relais 4×400 m 2006.
- 1979 :
  - Ryan Cox, cycliste sur route sud-africain. († 1er août 2007).
  - Peter Luccin, footballeur français.
  - Mario Matt, skieur alpin autrichien. Champion du monde de ski alpin du slalom 2001 et 2007.
- 1980 :
  - Erez Katz, basketteur israélien. Vainqueur de la Coupe ULEB de basket-ball 2004.
  - Isabelle Severino, gymnaste artistique française. Médaillée de bronze des barres asymétriques aux Championnats du monde de gymnastique 1996. Championne d'Europe de gymnastique au sol 2005 et Médaillée de bronze par équipes aux championnats d'Europe de gymnastique 2008.
- 1981 :
  - Ireneusz Jelen, footballeur polonais. (29 sélections en équipe nationale).
  - Sergi Vidal, basketteur espagnol. (13 sélections en équipe nationale).
- 1983 :
  - Lukáš Dlouhý, joueur de tennis tchèque.
  - Ken Skupski, joueur de tennis britannique.
- 1985 :
  - Linda Villumsen, cycliste sur route néo-zélandaise. Championne du monde de cyclisme sur route du contre-la-montre individuel 2015. Victorieuse de la Route de France féminine 2013.
- 1986 :
  - Thibaut Blanqué, basketteur français.
  - Mirna Jukić, nageuse autrichienne.
  - Brice Leverdez, joueur de badminton français.
  - Julia Osterloh, volleyeuse allemande.
- 1987 :
  - Kassim Abdallah, footballeur franco-comorien. (29 sélections avec l'équipe des Comores).
  - Blaise Matuidi, footballeur français. Champion du monde football 2018. (71 sélections en équipe de France).
- 1990 :
  - Sergey Chernetskiy, cycliste sur route russe.
  - Nelly Moenne-Loccoz, snowboardeur française. Championne du monde de snowboard du cross par équipes 2017.
- 1991 :
  - Luke Durbridge, cycliste sur route australien.
  - Jasmine Hassell, basketteuse américaine.
- 1992 :
  - Fernando Aristeguieta, footballeur vénézuélio-espagnol. (15 sélections avec l'équipe du Venezuela).
  - Allen Crabbe, basketteur américain.
- 1995 :
  - Monika Kobylińska, handballeuse polonaise. (5 sélections en équipe nationale).
  - Gustavo Rodrigues, handballeur brésilien. (54 sélections en équipe nationale).
- 1996 :
  - Giovani Lo Celso, footballeur italo-argentin. (5 sélections avec l'équipe d'Argentine).
  - Tyler Lydon, basketteur américain.
  - Jordan McLaughlin, basketteur américain.
- 1997 :
  - Enock Kwateng, footballeur français.
  - Vincent Marcel, footballeur français.
  - Maxence Prévot, footballeur français.
- 1998 :
  - Kristijan Bistrović, footballeur croate.
  - Georges-Henri Colombe, joueur de rugby à XV français.
  - Gabriel Tual, athlète de demi-fond français. Champion d'Europe d'athlétisme du 800m 2024.

### XXIesiècle
- 2001 :
  - Sinaly Diomandé, footballeur ivoirien.
- 2002 :
  - Stanislas Branicki, hockeyeur sur gazon français.

## Décès

### XXesièclede1901à1950
- 1937 :
  - Billy Bassett, 68 ans, footballeur anglais. (16 sélections en équipe nationale). (° 27 janvier 1869).
- 1938 :
  - Moses McNeil, 82 ans, footballeur écossais. (2 sélections en équipe nationale). (° 29 octobre 1855).
- 1943 :
  - Jimmy Ashcroft, 64 ans, footballeur anglais. (3 sélections en équipe nationale). (° 12 septembre 1878).
- 1946 :
  - Ralph Kirby, 62 ans, footballeur puis entraîneur anglais. (° 1er avril 1884).

### XXesièclede1951à2000
- 1971 :
  - Armand Massard, 76 ans, épéiste puis dirigeant sportif français. Champion olympique en individuel et médaillé de bronze par équipes aux Jeux d'Anvers 1920 puis médaillé d'argent par équipes aux Jeux d'Amsterdam 1928. Président de la FFE de 1943 à 1945 et du CNOSF de 1933 à 1967. (° 1er décembre 1894).

### XXIesiècle
- 2001 :
  - Willie Stargell, 61 ans, joueur de baseball américain. (° 6 mars 1940).
- 2002 :
  - Jean Estager, 82 ans, pilote de rallyes automobile français. († 3 août 1919).
  - Pat Flaherty, 76 ans, pilote de courses automobile américain. Vainqueur des 500 miles d'Indianapolis 1956. (° 6 janvier 1926).
- 2007 :
  - Dumitru Pirvulescu, 73 ans, lutteur de gréco-romaine roumain. Champion olympique des -52 kg aux Jeux de Rome 1960 et médaillé de bronze des -52 kg aux Jeux de Tokyo 1964. (° 7 mars 1933).
- 2008 :
  - Mamadou Keita, 61 ans, footballeur puis entraîneur malien. Sélectionneur de l'équipe du Mali de 1993 à 1997 et de 2004 à 2005. (° 20 octobre 1947).
  - Daniela Klemenschits, 25 ans, joueuse de tennis autrichienne. (° 13 novembre 1982).
- 2012 :
  - Gérard Enault, 68 ans, dirigeant de football français. Directeur général de la FFF de 1992 à 2005. (° 18 juin 1943).
  - Mark Lenzi, 43 ans, plongeur du tremplin de 3 m puis entraîneur américain. Champion olympique aux Jeux de Barcelone 1992 puis médaillé de bronze aux Jeux d'Atlanta 1996. (° 4 juillet 1968).
  - Malcolm Thomas, 82 ans, joueur de rugby gallois. Vainqueur des Grand Chelem 1950 et 1952 puis du Tournoi des cinq nations 1956. (27 sélections en équipe nationale). (° 25 avril 1929).